# Marie De Mattias
Pour les articles homonymes, voir Mattias.
Marie De Mattias (Vallecorsa, 4 février 1805 - Rome, 20 août 1866) est une religieuse italienne, fondatrice des adoratrices du Sang du Christ et vénérée comme  sainte par l'Église catholique.

## Biographie
Marie De Mattias est née le 4 février 1805 à Vallecorsa dans la province de Frosinone (Latium) en Italie, au sein d'une famille aisée, la seconde des quatre enfants qu'eurent Giovanni De Mattias et Ottavia De Angelis,.
À une époque où les femmes ne bénéficiaient pas d'instruction, elle n'étudie pas beaucoup mais apprend toutefois à lire et à écrire. Son père lui donne le gout de la lecture de la parole de Dieu. Jusqu'à l'âge de 16 ans, elle est plus préoccupée par les loisirs que par la religion. Mais ensuite, elle s'écarte de sa vie oisive à la suite d'une vision, pour commencer un long voyage spirituel,.
Inspirée par les paroles de Gaspard del Bufalo lors d'une mission qu'il prêche à Vallecorsa en 1822, elle décide de vouer son existence à Dieu. Elle commence une vie de prédications à travers les villages. À Acuto, un petit village proche de Rome, elle commence à prêcher et à catéchiser, sur la place et à l'église. Son action attire du monde et inquiète certains. L'évêque alerté, envoye même un jésuite incognito pour vérifier ce qui se passe. Mais le prêtre satisfait, conclu que la femme « parle mieux qu'un prêtre ». Elle poursuit ainsi sa mission pastorale sans être inquiété par l’Église. Elle écrit également un grand nombre de lettres aux personnes qu'elle ne peut visiter, pour les accompagner et guider pastoralement,.
Le 4 mars 1834, avec l'aide du bienheureux Jean Merlini (son accompagnateur spirituel), elle fonde à 29 ans la congrégation des Sœurs adoratrices du Sang du Christ, pour l'éducation des jeunes filles et la catéchèse,,,.
Le pape Pie IX fit appel à elle pour diriger l'hospice Saint-Louis et l'école de Civitavecchia,.
L'ordre gagna en importance, et à sa mort, le 20 août 1866, comptait 70 communautés. Dans les années 2000, la congrégation comptait 2 000 maisons réparties dans 26 pays et sur tous les continents.

## Béatification - Canonisation
Marie De Mattias est béatifiée le 11 octobre 1950 par le pape Pie XII, et canonisée le 18 mai 2003 par le pape Jean-Paul II,.
Sa mémoire est fixée le 20 août. Ses reliques sont vénérées dans l'église du Preziosissimo Sangue di Nostro Signore Gesù Cristo à Rome.